# کروآزت

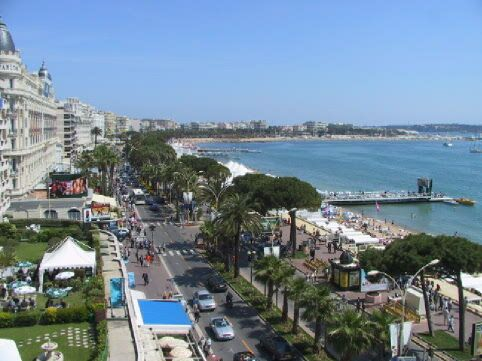
کروآزات.

بلوار کروآزت (به فرانسوی: Promenade de la Croisette) بلواری است که در خطوط ساحلی شهر کن در کشور فرانسه قرار دارد. این بلوار جزء میراث فرهنگی فرانسه به‌شمار می‌آید. مارشه دو فیلم (بازار فیلم کن) نیز در این محل برپا می‌شود که تا شهرهای مجاور کوچک امتداد می‌یابد و به «ریویرا» نیز شهرت دارد.

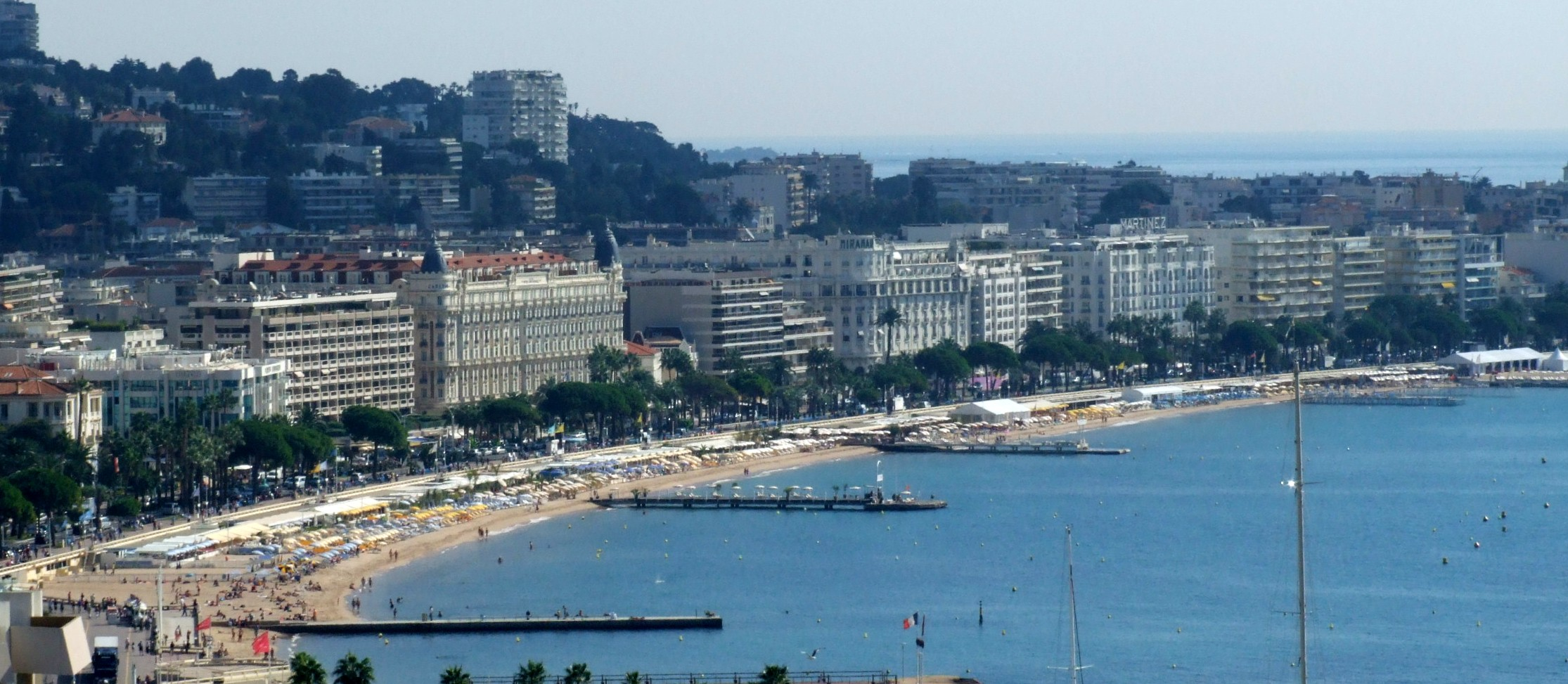
منظره کروآزت